# Ağtala
Ağtala är en ort i Azerbajdzjan.   Den ligger i distriktet Xaçmaz Rayonu, i den nordöstra delen av landet, 160 kilometer nordväst om huvudstaden Baku. Ağtala ligger 46 meter över havet och antalet invånare är 377.
Terrängen runt Ağtala är lite kuperad. Närmaste större samhälle är Xaçmaz, 8,9 kilometer söder om Ağtala.
Trakten runt Ağtala består till största delen av jordbruksmark. Runt Ağtala är det ganska tätbefolkat, med 129 invånare per kvadratkilometer.